# Hajime Hosogai
Hajime Hosogai (jap. 細貝萌 Hosogai Hajime; ur. 10 czerwca 1986 w Maebashi) – japoński piłkarz występujący na pozycji pomocnika, zawodnik w tajskim klubie Bangkok United FC. Były reprezentant Japonii.

## Życiorys

### Kariera klubowa
Hosogai zawodową karierę rozpoczynał w 2005 roku w zespole Urawa Red Diamonds z J. League. W tych rozgrywkach zadebiutował 9 kwietnia 2005 w zremisowanym 1:1 pojedynku z Gambą Osaka. Przez pierwsze 3 sezony w barwach Urawy pełnił rolę rezerwowego. Od początku sezonu 2008 stał się jej podstawowym graczem. 26 października 2008 w wygranym 1:0 spotkaniu z Albireksem Niigata strzelił pierwszego gola w J. League. W Urawie spędził 6 sezonów. W tym czasie zdobył z klubem mistrzostwo Japonii (2006), 2 Puchary Japonii (2005, 2006), Superpuchar Japonii (2006) oraz Azjatycką Ligę Mistrzów (2007). Z zespołem wywalczył z również 2 wicemistrzostwa Japonii (2005, 2007), a także zajął z nim 3. miejsce w Klubowych Mistrzostwach Świata (2007).
W styczniu 2011 roku podpisał kontrakt z niemieckim Bayerem 04 Leverkusen z Bundesligi. Został jednak stamtąd wypożyczony do drugoligowego Augsburga.
Następnie był zawodnikiem w klubach: Hertha BSC, Bursaspor, VfB Stuttgart, Kashiwa Reysol i Buriram United FC.
12 grudnia 2019 podpisał kontrakt z tajskim klubem Bangkok United FC, umowa do 30 listopada 2020.

### Kariera reprezentacyjna
W 2008 roku Hosogai wraz z drużyną Japonii U-23 uczestniczył w Letnich Igrzyskach Olimpijskich, które Japonia zakończyła na fazie grupowej. W reprezentacji Japonii zadebiutował 4 września 2010 w wygranym 1:0 towarzyskim meczu z Paragwajem. W 2011 roku został powołany do kadry na Puchar Azji.